# 灰腹肢鮃
灰腹肢鮃為輻鰭魚綱鰈形目鰈亞目牙鮃科的其中一種，為熱帶海水魚，分布於西大西洋區，從美國北卡羅萊納州至墨西哥灣東部海域，棲息深度7-180公尺，體長可達13公分，棲息在底層水域，生活習性不明。